# Sarrochita
La sarrochita és un mineral de la classe dels fosfats. Rep el nom del municipi italià de Sarroch, on es troba la seva localitat tipus.

## Característiques
La sarrochita és un fosfat de fórmula química [Ca₄(H₂O)38][Mo₈P₂Fe3+₃O37(OH)]. Va ser aprovada com a espècie vàlida per l'Associació Mineralògica Internacional l'any 2022, i encara resta pendent de publicació. Cristal·litza en el sistema trigonal.
L'exemplar que va servir per a determinar l'espècie, el que es coneix com a material tipus, es troba conservat a les col·leccions mineralògiques del Museu d'Història Natural del Comtat de Los Angeles, a Los Angeles (Califòrnia) amb el número de catàleg: 76204.

## Formació i jaciments
Va ser descoberta a Punta de Su Seinargiu, al municipi de Sarroch, dins la ciutat metropolitana de Càller (Sardenya, Itàlia), sent l'únic indret de tot el planeta on ha estat descrita aquesta espècie mineral.